# Østrigske Albert Schweitzer-selskab
Det Østrigske Albert Schweitzer-selskab (tysk: Österreichische Albert Schweitzer-Gesellschaft, ÖASG) er en østrigsk nødhjælpsorganisation opkaldt efter den alsaciske organist, teolog, læge, filosof og pacifist Albert Schweitzer .
ÖASG blev oprettet i oktober 1984 som en kristen, humanitær, nonprofit og upolitisk organisation og blev i februar 1985 oprettet som en forening i Østrig.
Fra en lille gruppe af personer til støtte for Albert Schweitzer Hospital i Lambaréné, Gabon, har ÖASG over årene vokset sig til en international og af FN og UNESCO anerkendt NGO.
Foreningen har over 500 medlemmer fordelt over hele jorden og har i flere lande såkaldte delegerede, der hver især styrer deres egne nødhjælpsprojekter i deres hjemlande på vegne af ÖASG.
Ved 20-års jubilæet i 2004 havde ÖASG doneret penge og naturalier til en værdi af over 600.000 euro. ÖASG har hjulpet i over 40 forskellige lande.

## Projekter
- Albert Schweitzer Hospital, Lambaréné, Gabon
- Støtte til ofre for katastrofer
- Støtte til ofre for oversvømmelser
- Støtte til hjemløse-initiativet i Wiener Neustad
- Støtte til udsatte børn i Pöttsching
- Nødhjælpsarbejde i samarbejde med Hilfskorps Sankt Lazarus i Tyskland

Det største projekt er dog Albert Schweitzer stipendiet der støtter personer der ønsker at tage en uddannelse inden for sygepleje, nødhjælp eller lignende, men ikke har økonomisk mulighed for at tage en uddannelse.

## Medaljer og ordener
ÖASG har også, som mange andre internationale nødhjælpsorganisationer, et system af medaljer og ordener der kan tildeles personer der har gjort noget ekstraordinært for nødhjælps-sagen. 

Alle medaljer der tildeles af ÖASG er anerkendt af den Østrigske regering, ligesom der er stående bæringstilladelse i både den Østrigske og Svenske hær.
Fortjenskorset er den højeste dekoration der gives af organisationen.

Æres medaljen er den næsthøjeste medalje der gives, tildeles i de tilfælde hvor fortjenskorset ikke kan tildeles.

Æresmedaljen for kunst og videnskab tildeles personer der har udmærket sig inden for kunst, videnskab, litteratur eller lignende.

Indsatsmedaljen tildeles i 2 grader til personer der har deltaget i nødhjælpsoperationer, både i ind- og udland. Sølvmedaljen tildeles normalt, men ved livrendende operationer gives den i guld.

Blodmedaljen til deles for bloddonationer. Bronzemedaljen tildeles ved 10 donationer, sølv ved 20 og guld ved 30 donationer.

Medaljen for humanitære resultater tildeles personer der gennem længere tid har ydet en særdeles god indsats på det humanitære område.